# Museu das Forças Armadas
O Museu das Forças Armadas está instalado na Fortaleza de São Miguel, em Luanda, Angola.
Implantado em 1975, após a independência de Angola, o acervo do museu inclui aviões bimotores, carros de combate, armas diversas e artefactos utilizados durante a Guerra da Independência (1961-1974) e a Guerra Civil (1975-2002) que se seguiu.
No museu também se podem encontrar diversas estátuas que ornamentavam avenidas e praças da Luanda colonial e que foram retiradas após a independência, nomeadamente a de Diogo Cão, o primeiro europeu a pisar solo angolano, a de Paulo Dias de Novais, o fundador de cidade de São Paulo da Assunção de Luanda, a de Vasco da Gama, o descobridor do caminho marítimo para a Índia, a de Luís de Camões, o maior poeta da língua portuguesa, entre outros.
Em Abril de 2013, foi reinaugurado, após um encerramento por longo período, devido as condições precárias e com muitos dos seus elementos museológicos degradados, e alterando-se a sua designação passa para Museu Nacional de História Militar de Angola, agora instalado na antiga Fortaleza de São Miguel de Luanda.